# I Love You, You’re Perfect, Now Change
I Love You, You’re Perfect, Now Change (dt.: Verliebt, verlobt, verkrampft nochmal!) ist ein Off-Broadway-Stück, das von Joe DiPietro geschrieben und von Jimmy Roberts komponiert wurde. Trotz der über 50 verschiedenen Rollen wird das Stück Off-Broadway-typisch mit einer kleinen Besetzung von vier Schauspielern gespielt.
Das Stück wurde insgesamt in 14 Sprachen übersetzt, darunter Hebräisch, Spanisch, Niederländisch, Ungarisch, Tschechisch, Japanisch, Koreanisch, Italienisch, Portugiesisch, Polnisch, Finnisch und Norwegisch.

## Aufführungsgeschichte
Das Stück feierte am 1. August 1996 am New Yorker Westside Theatre Premiere und wurde dort bis zum 27. Juli 2008 gespielt.
In Großbritannien wurde das Stück das erste Mal im Churchill Theatre in Bromley gespielt. 1999 folgte eine kurze Spielzeit im West End Comedy Theatre. In London wurde das Stück das erste Mal 2005 im Jermyn Street Theatre zur Aufführung gebracht.
2005 kam das Musical erstmals in Berlin im Hansa-Theater in der Regie von Thomas Grandoch auf die Bühne. Eine neue deutsche Fassung von Alexander Kuchinka kam erstmals 2011 im Theater 82er Haus in Gablitz und im Wiener Metropol und am 18. Januar 2013 abermals in der Kulturszene Kottingbrunn zur Aufführung. Außerdem führte der Musical-Verein in Augsburg im Herbst 2015 das Stück in dieser Fassung auf.
Die chinesische Fassung des Stückes debütierte am 20. Juni 2007 in Peking.

## Inhalt
I Love You, You’re Perfect, Now Change präsentiert sich in kleinen, nicht zusammenhängenden Szenen, die ihren roten Faden durch die Themen Liebe und Beziehungen erhalten. In der englischen Originalfassung trägt das Stück den Untertitel: Alles, was Sie heimlich schon immer über Dating, Romanzen, Heirat, Liebhaber, Ehemänner, Ehefrauen und ungleiche Paare dachten, aber nicht zugeben wollten.
Auf den ersten Blick stehen die Szenen in keinerlei Bezug zueinander, jedoch lässt sich ein gewisser Lebensweg erkennen. So kommt zum Beispiel das erste Date vor Szenen, die sich mit Heirat beschäftigen, diese wiederum stehen vor den Szenen, in welchen Familienleben zur Darstellung kommt.

## Synopsis
1. Akt

Szene 1: „Prolog“
- „Prolog“
- „Kantate 1“

Szene 2: „Ich bin wirklich sehr beschäftigt“
- „Wir hatten alles“

Szene 3: „Das erste Date“
- „Boy & Girl“

Szene 4: „Im Café“
- „Mit den Männern ist heute nichts los“
- „Männer sind geil“

Szene 5: „Im Kino“
- „Heulsuse“

Szene 6: „Die Sache mit der Lasagne“
- „Ich werd geliebt werden heut Nacht“

Szene 7: „Und dann die Eltern“
- „Hey, Single Mann/Single Frau“

Szene 8: „Zufriedenheit Garantiert“

Szene 9: „Ich ruf dich bald an!“
- „Er ruft mich an!“

Szene 10: „Die Hochzeit“

Szene 11: Unbenannt
- „Kantate Reprise #1“

2. Akt

Szene 1: (unbenannt)
- „Kantate Reprise #2“
- „Immer die Jungfer, niemals die Braut“

Szene 2: „Das Glück junger Eltern“
- „Utzi Butzi Buu“

Szene 3: „Sex in der Ehe“
- „Tango“

Szene 4: „Die Familie im Auto…“
- „Ausflug ins Glück“

Szene 5: „Warten“
- „Wartendes Trio“

Szene 6: (unbenannt)
- „Jahre vergehen“

Szene 7: „Das erste Dating Video von Rose Ritz“

Szene 8: „Liebe & Beerdigung“
- „Ich kann damit leben“

Szene 9: „Epilog“
- „I Love You, You’re Perfect, Now Change“